# Kislovodsk
Kislovodsk (del ruso: Кисловóдск) es una ciudad rusa situada en el krai de Stávropol. Kislovódsk en ruso significa agua ácida y el nombre se debe a las numerosas fuentes naturales que hay alrededor de la ciudad. Es una ciudad balnearia, en la que a finales del siglo XIX y principios del siglo XIX vivieron numerosos músicos, artistas y miembros de la aristocracia rusa, entre ellos el escritor y premio Nobel de literatura Aleksandr Solzhenitsyn (1918-2008) y el compositor y director de orquesta Vasili Safónov (1852-1918). Forma parte de una red de ciudades del Cáucaso conocidas por sus aguas termales, junto con Piatigorsk, Zheleznovodsk y Yessentuki. Buena parte de la novela Un héroe de nuestro tiempo, de Mijaíl Lérmontov, se ambienta en esta localidad.  

## Clima
| Parámetros climáticos promedio de Kislovodsk (extremos 1886-presente) | Parámetros climáticos promedio de Kislovodsk (extremos 1886-presente) | Parámetros climáticos promedio de Kislovodsk (extremos 1886-presente) | Parámetros climáticos promedio de Kislovodsk (extremos 1886-presente) | Parámetros climáticos promedio de Kislovodsk (extremos 1886-presente) | Parámetros climáticos promedio de Kislovodsk (extremos 1886-presente) | Parámetros climáticos promedio de Kislovodsk (extremos 1886-presente) | Parámetros climáticos promedio de Kislovodsk (extremos 1886-presente) | Parámetros climáticos promedio de Kislovodsk (extremos 1886-presente) | Parámetros climáticos promedio de Kislovodsk (extremos 1886-presente) | Parámetros climáticos promedio de Kislovodsk (extremos 1886-presente) | Parámetros climáticos promedio de Kislovodsk (extremos 1886-presente) | Parámetros climáticos promedio de Kislovodsk (extremos 1886-presente) | Parámetros climáticos promedio de Kislovodsk (extremos 1886-presente) |
| Mes                                                                   | Ene.                                                                  | Feb.                                                                  | Mar.                                                                  | Abr.                                                                  | May.                                                                  | Jun.                                                                  | Jul.                                                                  | Ago.                                                                  | Sep.                                                                  | Oct.                                                                  | Nov.                                                                  | Dic.                                                                  | Anual                                                                 |
| --------------------------------------------------------------------- | --------------------------------------------------------------------- | --------------------------------------------------------------------- | --------------------------------------------------------------------- | --------------------------------------------------------------------- | --------------------------------------------------------------------- | --------------------------------------------------------------------- | --------------------------------------------------------------------- | --------------------------------------------------------------------- | --------------------------------------------------------------------- | --------------------------------------------------------------------- | --------------------------------------------------------------------- | --------------------------------------------------------------------- | --------------------------------------------------------------------- |
| Temp. máx. abs. (°C)                                                  | 18.5                                                                  | 20.9                                                                  | 27.7                                                                  | 32.3                                                                  | 34.2                                                                  | 35.2                                                                  | 36.2                                                                  | 36.4                                                                  | 36.0                                                                  | 31.1                                                                  | 26.3                                                                  | 24.4                                                                  | 36.4                                                                  |
| Temp. máx. media (°C)                                                 | 3.6                                                                   | 5.1                                                                   | 9.0                                                                   | 14.4                                                                  | 19.1                                                                  | 22.6                                                                  | 25.1                                                                  | 25.2                                                                  | 21.0                                                                  | 16.0                                                                  | 9.7                                                                   | 5.2                                                                   | 14.7                                                                  |
| Temp. media (°C)                                                      | -2.2                                                                  | -1.4                                                                  | 2.6                                                                   | 7.9                                                                   | 12.9                                                                  | 16.6                                                                  | 19.1                                                                  | 18.9                                                                  | 14.5                                                                  | 9.3                                                                   | 3.2                                                                   | 0.6                                                                   | 8.5                                                                   |
| Temp. mín. media (°C)                                                 | -6.1                                                                  | -5.7                                                                  | -1.8                                                                  | 3.1                                                                   | 7.9                                                                   | 11.4                                                                  | 13.8                                                                  | 13.6                                                                  | 9.3                                                                   | 4.5                                                                   | -1.0                                                                  | -4.6                                                                  | 3.7                                                                   |
| Temp. mín. abs. (°C)                                                  | -24.4                                                                 | -26.2                                                                 | -18.0                                                                 | -13.1                                                                 | -3.8                                                                  | -0.4                                                                  | 4.2                                                                   | 4.6                                                                   | -6.0                                                                  | -11.5                                                                 | -25.0                                                                 | -28.9                                                                 | -28.9                                                                 |
| Precipitación total (mm)                                              | 19.2                                                                  | 18.9                                                                  | 38.7                                                                  | 60.3                                                                  | 106.8                                                                 | 123.1                                                                 | 95.8                                                                  | 62.6                                                                  | 60.3                                                                  | 37.8                                                                  | 27.2                                                                  | 23.1                                                                  | 673.8                                                                 |
| Fuente: pogoda.ru.net                                                 |                                                                       |                                                                       |                                                                       |                                                                       |                                                                       |                                                                       |                                                                       |                                                                       |                                                                       |                                                                       |                                                                       |                                                                       |                                                                       |

## Ciudades hermanadas
- Velingrad
- Aix-les-Bains
- Baguio
- Kiryat Yam
- Batum
- Derbent
- Novorossiysk
- Novocherkassk
- Karacháyevsk
- Nazrán
- Astracán